# Кожляк
Кожляк (хорв. Kožljak) — населений пункт у Хорватії, в Істрійській жупанії у складі громади Кршан.

## Населення
Населення за даними перепису 2011 року становило 160 осіб.
Динаміка чисельності населення поселення:

## Клімат
Середня річна температура становить 13,21 °C, середня максимальна – 25,72 °C, а середня мінімальна – 0,77 °C. Середня річна кількість опадів – 1180 мм.
| Клімат поселення                              | Клімат поселення | Клімат поселення | Клімат поселення | Клімат поселення | Клімат поселення | Клімат поселення | Клімат поселення | Клімат поселення | Клімат поселення | Клімат поселення | Клімат поселення | Клімат поселення | Клімат поселення |
| Показник                                      | Січ.             | Лют.             | Бер.             | Квіт.            | Трав.            | Черв.            | Лип.             | Серп.            | Вер.             | Жовт.            | Лист.            | Груд.            |                  |
| Середній максимум, °C                         | 9,41             | 9,49             | 12,31            | 15,55            | 20,63            | 24,81            | 25,72            | 25,31            | 20,97            | 16,44            | 11,69            | 9,00             |                  |
| Середня температура, °C                       | 5,08             | 5,16             | 8,00             | 11,25            | 16,33            | 20,49            | 22,91            | 22,49            | 18,15            | 13,62            | 8,87             | 6,18             |                  |
| Середній мінімум, °C                          | 0,77             | 0,85             | 3,68             | 6,94             | 12,01            | 16,19            | 20,09            | 19,67            | 15,34            | 10,79            | 6,04             | 3,36             |                  |
| Норма опадів, мм                              | 95               | 77               | 86               | 90               | 79               | 93               | 61               | 87               | 109              | 139              | 146              | 118              |                  |
| Середньомісячна швидкість вітру, м/с          | 2.81             | 3.03             | 3.07             | 2.92             | 2.63             | 2.52             | 2.49             | 2.51             | 2.61             | 2.88             | 3.10             | 3.04             |                  |
| Середньомісячна сонячна радіація, кДж/м²·день | 4496             | 7336             | 10621            | 15122            | 19372            | 21006            | 22198            | 19154            | 14062            | 9132             | 4894             | 3783             |                  |
| --------------------------------------------- | ---------------- | ---------------- | ---------------- | ---------------- | ---------------- | ---------------- | ---------------- | ---------------- | ---------------- | ---------------- | ---------------- | ---------------- | ---------------- |
| Джерело:                                      |                  |                  |                  |                  |                  |                  |                  |                  |                  |                  |                  |                  |                  |